# Mercedes Alonso García

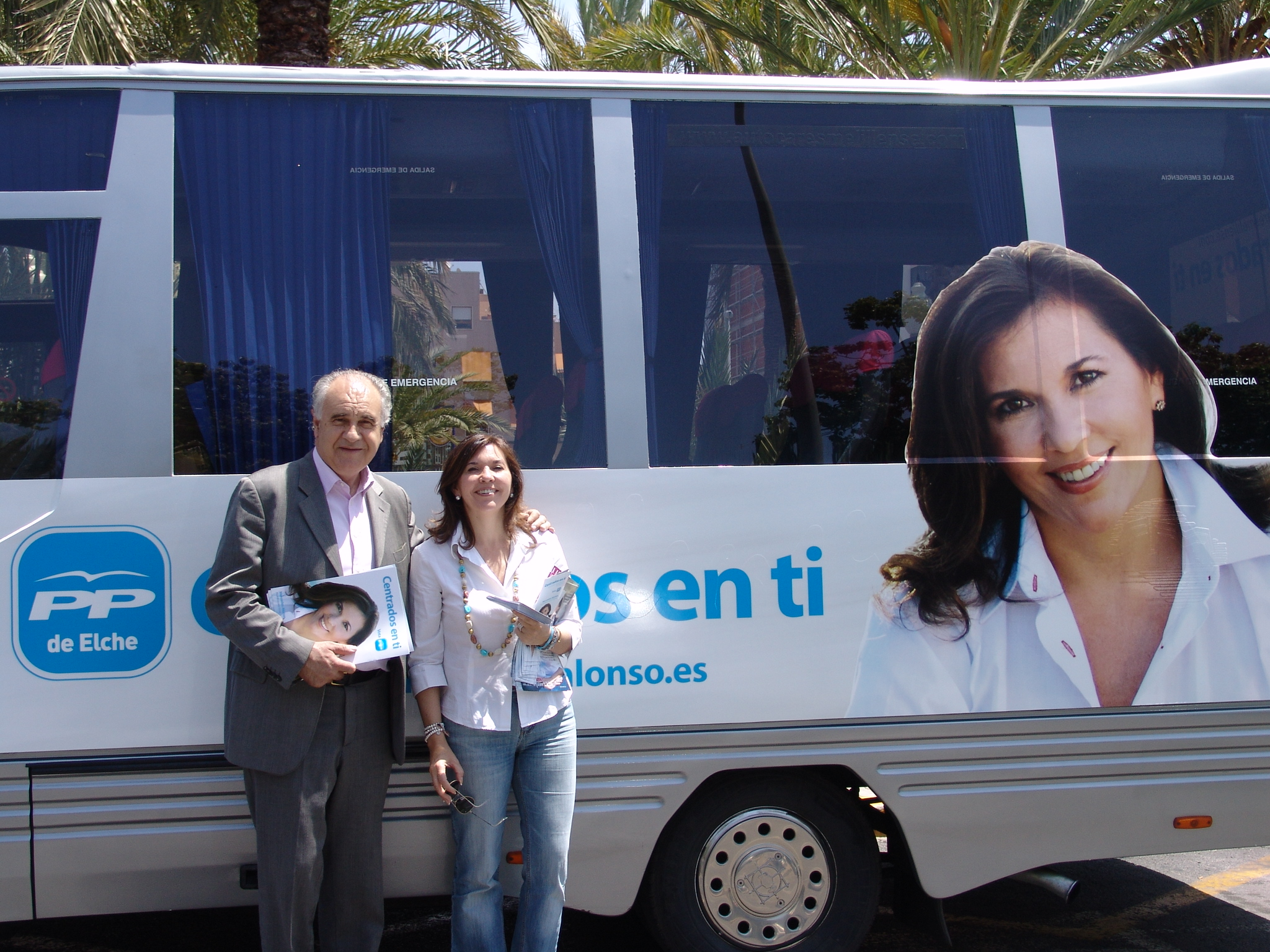
Mercedes Alonso, amb Rafael Blasco, durant la campanya electoral de 2011.

Mercedes Alonso García (Cortes de Baza, província de Granada, 10 de desembre de 1964) és una política valenciana d'origen granadí, alcaldessa d'Elx i diputada al Congrés dels Diputats en la IX Legislatura 

## Biografia
Llicenciada en Dret, ha estat membre de la Junta de Govern del Col·legi d'Advocats d'Elx i professora de dret de família en l'Escola de Pràctica Jurídica d'Elx. És portaveu del Grup Municipal del Partit Popular de l'Ajuntament d'Elx i regidora des de 1991, alhora que vicepresidenta tercera i portaveu adjunta de la Diputació Provincial d'Alacant el 1995-1999. Fou escollida diputada a les eleccions a les Corts Valencianes de 2003 i diputada a les eleccions generals espanyoles de 2008.
A les eleccions locals d'Elx de 2011 va tornar a encapçalar la candidatura del PP obtenint vora 50.000 vots i majoria absoluta al consistori municipal i així va esdevenir la primera alcaldessa popular d'Elx. Les seves primeres mesures foren canviar alguns noms de carrers com el jardí de La Pasionaria pel de Jardí de la República Argentina, l'Avinguda del Ferrocarril pel d'Avinguda de Vicente Quiles (darrer alcalde franquista) i l'Avinguda del País Valencià pel d'Avinguda de la Comunitat Valenciana. A les eleccions municipals espanyoles de 2015, tot i ser el PP la força política més votada, fou desplaçada de l'alcaldia per una coalició entre el PSPV-PSOE, Compromís i Il·licitans per Elx, el vot favorable del Partit d'Elx i amb l'abstenció de Ciudadanos, que donà l'alcaldia al socialista Carlos González Serna.